# Go Arisue
Gō Arisue (有末剛 , Arisue Gō) (* 1954 in Tokio) ist ein japanischer Autor, Shibari-Künstler (縛師 , Bakushi) und Lehrer. Er veröffentlichte einige der ersten Shibari-Lehrbücher auf Englisch und trug so wesentlich zur Popularisierung von Shibari außerhalb Japans bei.

## Leben
Er wurde 1954 geboren und interessierte sich schon früh für Seil-Bondage, inspiriert von den Bildern des legendären Bondage-Künstlers Seiu Itō (伊藤晴雨 , Seiyu Itō) und den Werken von Kō Minomura (美濃村晃 , Minomura Kō).
Seine Karriere begann in den 1970er Jahren, als er für SM-Magazine wie „SM Select“ und „SM Fan“ arbeitete. Er machte auch Bondage für Filme, darunter den Romantik-Pornofilm Angel Guts: Akai Nawa Hateru Made (Until the Red Rope Runs Out) von Nikkatsu, bei dem Jun'ichi Suzuki (鈴木 , Suzuki Jun'ichi) 1987 Regie führte. Im Jahr 2004 spielte er in dem Remake des Films Flower and Snake von 1974 mit. In dem Remake spielte Aya Sugimoto (杉本 彩 , Sugimoto Aya) unter der Regie von Takashi Ishii (石井隆 , Ishii Takashi) die Hauptrolle und Gō Arisue war für die Fesslungen verantwortlich. Er ist auch in „Bakushi“ zu sehen, einem Dokumentarfilm von Ryūichi Hiroki (廣木 隆一 , Hiroki Ryūichi) über die japanische Fesselkunst.
Gō Arisue hat Shibari in Japan durch seine Arbeit für Mainstream-Filme stärker popularisiert und es auch außerhalb der SM-Szene in Japan zugänglicher gemacht. Ein wichtiger Beitrag hierzu waren seine auf Englisch veröffentlichten Bücher zu Shibari-Techniken, die mit die ersten Lernmaterialien auf Englisch waren.
Heute lebt Arisue in Tokio und arbeitet als Kinbaku-Darsteller, Dozent und Autor und gibt gelegentlich Workshops im Ausland.

## Werke

### Bücher
- 『有末剛の緊縛五輪書 第1巻』, Gō Arisue (Hg.), Sanwashuppan daiichi henshūkyoku (三和出版第一編集局), Tokio, Juni 2006
- 『有末剛の緊縛基礎理術』, Gō Arisue (Hg.), Texte von Jin Toriyama (鳥山仁 , Toriyama, Jin)  Sanwashuppan daiichi henshūkyoku (三和出版第一編集局), Tokio, Februar 2008
- 『緊縛師A恍惚と憂鬱の日々』(„Kinbakushi A's Ecstasy And Gloom“), Gō Arisue (Autor), Ōta Publishing (太田出版), Tokio, März 2008
- „Kinbaku Mind and Techniques 1“, Jūgoya (十五や), Tokio, 2009
- „Kinbaku Mind and Techniques 2 (Floor Works 1)“, Jūgoya (十五や), Tokio, 2009
- 『有末剛の緊縛解体新書』, Gō Arisue (Hg.), Sanwashuppan daiichi henshūkyoku (三和出版第一編集局), Tokio, Januar 20216
- 『艶縛画報 : 不要不急のデイユース6時間束の間の逢瀬 (有末剛緊縛写真集 ; 2)』, Gō Arisue (Kinbaku und Fotografie), Mayumi Kanae (香苗真由美 , Kanae Mayumi) (Modell), Enbakugahosha (艶縛画報社), Juli 2021
- 『艶縛画報 : 私たちは、何者にも縛られない : 舐瓜腹究極美/妊婦責絵図 (有末剛緊縛写真集 ; 3)』, Gō Arisue (Kinbaku und Fotografie), Mayumi Kanae (香苗真由美 , Kanae Mayumi) (Fotografie), Rin Kaori (香凛 , Kaori Rin) (Modell / Ukete (受け手), Enbakugahosha (艶縛画報社), Juli 2021
- 『艶縛画報 : 偽りなき臨場感 京町屋責め縄ノンフィクション (有末剛緊縛写真集)』,Gō Arisue (Kinbaku und Fotografie), Sakura Haruno (ハルノサクラ) (Fotografie), Mayumi Kanae (香苗真由美 , Kanae Mayumi) (Ukete (受け手)), Enbakugahosha (艶縛画報社), März 2021
- 『艶縛画報 : 刺青緊縛 (有末剛緊縛写真集 ; 4)』, Gō Arisue (Kinbaku und Fotografie), Yumi Agea (あべあゆみ) (Darstellerin / Ukete (受け手) Vortragende), Mayumi Kanae (香苗真由美 , Kanae Mayumi) (Fotografie und Texte), Jun’ichirō Tanizaki (谷崎潤一郎) (Autor der Vorlage「刺青」(Irezumi), Enbakugahosha (艶縛画報社), August 2021

### Filme und Videoarbeiten
- 『花と蛇 アブナい映像と美しい肉体』, Takashi Ishii (石井隆 , Ishii Takashi) (Drehbuch und Regie), Oniroku Dan (団鬼六 , Dan Oniroku) (Autor der Romanvorlage), Aya Sugimoto (杉本彩 , Sugimoto Aya) (Hauptrolle), Juni 2004
- 『虜-ふ・た・り A Slave / A Couple』, Yūsuke Narita (成田裕介 , Narita Yūsuke) (Regie), Masayoshi Agatsuma (我妻正義 , Agatsuma Masayoshi) (Autor der Romanvorlage und Drehbuch), Saki Mamiya (真宮沙希 , Mamiya Saki) (Darstellerin), 2004
- 『幻想夫人』, Yutaka Ōgi (仰木豊 , Ōgi Yutaka) (Regie und Drehbuch), Oniroku Dan (団鬼六 , Dan Oniroku) (Autor der Romanvorlage), Takumi Shimizu (清水匡 , Shimizu Takumi) (Drehbuch), 2005
- 『縛師』, („Bakushi“), Ryūichi Hiroki (廣木隆一 , Hiroki Ryūichi) (Regie), Chimuo Nureki (濡木痴夢男 , Nureki Chimuo) (Bakushi), Gō Arisue (Bakushi), Eigenverlag, Tokio, Dezember 2012
- 『花と蛇zero』, Hajime Hashimoto (橋本一 , Hashimoto Hajime) (Regie), Takahiko Minato (港岳彦 , Minato Takahiko) (Drehbuch), September 2014
- 『Kinbaku -華の章』, Naoyuki Tomomatsu (友松直之 , Tomomatsu Naoyuki) (Drehbuch und Regie), Mai Miori (みおり舞 , Miori Mai) (Darstellerin), Dezember 2016
- 『Kinbaku -月の章』, Naoyuki Tomomatsu (友松直之 , Tomomatsu Naoyuki) (Drehbuch und Regie), Imako Maki (真木今日子 , Maki Imako) (Darstellerin), Januar 2017